# Oekraïne op de Olympische Zomerspelen 2024
Oekraïne nam deel aan de Olympische Zomerspelen 2024 in Parijs, Frankrijk.

## Medailleoverzicht
| Medaille | Naam                                                             | Sport       | Onderdeel                        | Datum      |
| -------- | ---------------------------------------------------------------- | ----------- | -------------------------------- | ---------- |
| Goud     | Joelia Bakastova Olga Charlan Alina Komasjtsjoek Olena Kravatska | Schermen    | Sabel team (v)                   | 3 augustus |
| Goud     | Jaroslava Mahoetsjich                                            | Atletiek    | Hoogspringen (v)                 | 4 augustus |
| Goud     | Oleksandr Chyzjnjak                                              | Boksen      | Middengewicht -80 kg (m)         | 7 augustus |
|          |                                                                  |             |                                  |            |
| Zilver   | Serhi Koelisj                                                    | Schietsport | 50 m kkg 3-houdingen (m)         | 1 augustus |
| Zilver   | Illja Kovtoen                                                    | Turnen      | Brug (m)                         | 5 augustus |
| Zilver   | Parviz Nasibov                                                   | Worstelen   | Grieks-Romeins Licht -67 kg (m)  | 8 augustus |
| Zilver   | Ljoedmila Loezan Anastasia Rybatsjok                             | Kanovaren   | C2 0500 m (v)                    | 9 augustus |
|          |                                                                  |             |                                  |            |
| Brons    | Olga Charlan                                                     | Schermen    | sabel (v)                        | 29 juli    |
| Brons    | Iryna Herasjtsjenko                                              | Atletiek    | Hoogspringen (v)                 | 4 augustus |
| Brons    | Mychajlo Kochan                                                  | Atletiek    | Kogelslingeren (m)               | 4 augustus |
| Brons    | Zjan Belenjoek                                                   | Worstelen   | Grieks-Romeins Midden -87 kg (m) | 8 augustus |

## Aantal deelnemers
Hieronder volgt een overzicht van de atleten die zich reeds gekwalificeerd hebben voor de Olympische Zomerspelen van 2024.
| Sport            | Mannen | Vrouwen | Totaal |
| ---------------- | ------ | ------- | ------ |
| Atletiek         | 11     | 14      | 25     |
| Badminton        | 0      | 1       | 1      |
| Boksen           | 3      | 0       | 3      |
| Boogschieten     | 1      | 1       | 2      |
| Breakdance       | 1      | 2       | 3      |
| Gewichtheffen    | 0      | 1       | 1      |
| Gymnastiek       | 5      | 7       | 12     |
| Judo             | 2      | 3       | 5      |
| Kanovaren        | 5      | 4       | 9      |
| Klimsport        | 1      | 1       | 2      |
| Moderne vijfkamp | 2      | 1       | 3      |
| Roeien           | 2      | 4       | 6      |
| Schermen         | 0      | 6       | 6      |
| Schietsport      | 4      | 2       | 6      |
| Schoonspringen   | 5      | 4       | 9      |
| Synchroonzwemmen | 0      | 2       | 2      |
| Tafeltennis      | 1      | 2       | 3      |
| Tennis           | 0      | 6       | 6      |
| Voetbal          | 18     | 0       | 18     |
| Wielersport      | 2      | 2       | 4      |
| Worstelen        | 5      | 4       | 9      |
| Zwemmen          | 4      | 1       | 5      |
| totaal           | 72     | 68      | 140    |

## Deelnemers en resultaten

### Atletiek

#### Loopnummers
Mannen
| atleet      | onderdeel         | series | series | herkansingen | herkansingen | halve finale | halve finale | finale  | finale |
| atleet      | onderdeel         | tijd   | rang   | tijd         | rang         | tijd         | rang         | tijd    | rang   |
| ----------- | ----------------- | ------ | ------ | ------------ | ------------ | ------------ | ------------ | ------- | ------ |
| Ihor Hlavan | 20km snelwandelen | n.v.t. | n.v.t. | n.v.t.       | n.v.t.       | n.v.t.       | n.v.t.       | 1:25:52 | 40     |

Vrouwen
| atlete              | onderdeel         | series | series | herkansingen | herkansingen | halve finale | halve finale | finale  | finale |
| atlete              | onderdeel         | tijd   | rang   | tijd         | rang         | tijd         | rang         | tijd    | rang   |
| ------------------- | ----------------- | ------ | ------ | ------------ | ------------ | ------------ | ------------ | ------- | ------ |
| Oleksandr Pohorilko | 400 m             |        |        |              |              |              |              |         |        |
| Anna Ryzhykova      | 400 m horden      |        |        |              |              |              |              |         |        |
| Viktoriya Tkachuk   | 400 m horden      |        |        |              |              |              |              |         |        |
| Lyudmyla Olyanovska | 20km snelwandelen | n.v.t. | n.v.t. | n.v.t.       | n.v.t.       | n.v.t.       | n.v.t.       | 1:29:55 | 14     |
| Mariia Sakharuk     | 20km snelwandelen | n.v.t. | n.v.t. | n.v.t.       | n.v.t.       | n.v.t.       | n.v.t.       | 1:30:12 | 17     |
| Olena Sobchuk       | 20km snelwandelen | n.v.t. | n.v.t. | n.v.t.       | n.v.t.       | n.v.t.       | n.v.t.       | 1:31:12 | 20     |

Gemengd
| atleet                                                              | onderdeel             | series  | series | finale         | finale         |
| atleet                                                              | onderdeel             | tijd    | rang   | tijd           | rang           |
| ------------------------------------------------------------------- | --------------------- | ------- | ------ | -------------- | -------------- |
| Oleksandr Pohorilko Danylo Danylenko Tetyana Melnyk Maryana Shostak | 4x400m                | 3:15.51 | 14     | niet geplaatst | niet geplaatst |
|                                                                     | snelwandelen marathon | n.v.t.  | n.v.t. |                |                |

#### Technische nummers
Mannen
| atleet            | onderdeel      | kwalificaties | kwalificaties | finale         | finale         |
| atleet            | onderdeel      | afstand       | rang          | afstand        | rang           |
| ----------------- | -------------- | ------------- | ------------- | -------------- | -------------- |
| Mychajlo Kochan   | hamerslingeren | 77,42 m       | 3 Q           | 79,39 m        | Brons          |
| Oleh Doroshchuk   | hoogspringen   |               |               |                |                |
| Vladyslav Lavskyy | hoogspringen   |               |               |                |                |
| Andrii Protsenko  | hoogspringen   |               |               |                |                |
| Roman Kokoshko    | kogelstoten    | 19,36 m       | 22            | niet geplaatst | niet geplaatst |
| Artur Felfner     | speerwerpen    | 81,81 m       | 15            | niet geplaatst | niet geplaatst |

Vrouwen
| atlete                | onderdeel        | kwalificaties | kwalificaties | finale         | finale         |
| atlete                | onderdeel        | afstand       | rang          | afstand        | rang           |
| --------------------- | ---------------- | ------------- | ------------- | -------------- | -------------- |
| Iryna Klymets         | hamerslingeren   | 66,95 m       | 26            | niet geplaatst | niet geplaatst |
| Maryna Bekh-Romanchuk | hinkstapspringen | 14,30 m       | 8 q           | 13,98 m        | 11             |
| Olha Korsun           | hinkstapspringen | 13,06         | 29            | niet geplaatst | niet geplaatst |
| Iryna Herashchenko    | hoogspringen     | 1,95 m        | 4 q           | 1,95 m         | Brons          |
| Yuliya Levchenko      | hoogspringen     | NM            | NM            | niet geplaatst | niet geplaatst |
| Yaroslava Mahuchikh   | hoogspringen     | 1,95 m        | 1 q           | 2,00 m         | 1 [ 1 ]        |

### Badminton
Vrouwen
| atleet         | onderdeel | groepsfase           | groepsfase           | groepsfase           | groepsfase | eliminatie           | kwartfinale          | halve finale         | finale / BM          | finale / BM    |                |
| atleet         | onderdeel | tegenstander uitslag | tegenstander uitslag | tegenstander uitslag | rang       | tegenstander uitslag | tegenstander uitslag | tegenstander uitslag | tegenstander uitslag | rang           |                |
| -------------- | --------- | -------------------- | -------------------- | -------------------- | ---------- | -------------------- | -------------------- | -------------------- | -------------------- | -------------- | -------------- |
| Polina Buhrova | enkelspel | Tunjung V 0 - 2      | Švábíková W 2 - 1    | n.v.t.               | 2          | niet geplaatst       | niet geplaatst       | niet geplaatst       | niet geplaatst       | niet geplaatst | niet geplaatst |

### Boksen
Mannen
| atleet              | onderdeel         | eerste ronde         | tweede ronde         | kwartfinale          | halve finale         | finale               | rang           |
| atleet              | onderdeel         | tegenstander uitslag | tegenstander uitslag | tegenstander uitslag | tegenstander uitslag | tegenstander uitslag | rang           |
| ------------------- | ----------------- | -------------------- | -------------------- | -------------------- | -------------------- | -------------------- | -------------- |
| Aider Abduraimov    | vedeergewicht     | bye                  | Ibáñez V 0 - 5       | niet geplaatst       | niet geplaatst       | niet geplaatst       | niet geplaatst |
| Oleksandr Chyzjnjak | middengewicht     | bye                  | Akilov W 4 - 0       | Pereia W 5 - 0       | López                |                      |                |
| Dmytro Lovchynskyi  | superzwaargewicht | n.v.t.               | Teremoana V KO       | niet geplaatst       | niet geplaatst       | niet geplaatst       | niet geplaatst |

### Boogschieten
Mannen
| atleet         | onderdeel   | plaatsingsronde | plaatsingsronde | eerste ronde         | tweede ronde         | derde ronde          | kwartfinale          | halve finale         | finale / BM          | finale / BM    |
| atleet         | onderdeel   | score           | rang            | tegenstander uitslag | tegenstander uitslag | tegenstander uitslag | tegenstander uitslag | tegenstander uitslag | tegenstander uitslag | rang           |
| -------------- | ----------- | --------------- | --------------- | -------------------- | -------------------- | -------------------- | -------------------- | -------------------- | -------------------- | -------------- |
| Mykhailo Usach | individueel | 651             | 48              | D'Almeida V 2 - 6    | niet geplaatst       | niet geplaatst       | niet geplaatst       | niet geplaatst       | niet geplaatst       | niet geplaatst |

Vrouwen
| atleet             | onderdeel   | plaatsingsronde | plaatsingsronde | eerste ronde         | tweede ronde         | derde ronde          | kwartfinale          | halve finale         | finale / BM          | finale / BM    |
| atleet             | onderdeel   | score           | rang            | tegenstander uitslag | tegenstander uitslag | tegenstander uitslag | tegenstander uitslag | tegenstander uitslag | tegenstander uitslag | rang           |
| ------------------ | ----------- | --------------- | --------------- | -------------------- | -------------------- | -------------------- | -------------------- | -------------------- | -------------------- | -------------- |
| Veronika Marchenko | individueel | 657             | 25              | Li T-c W 6 - 4       | Valencia V 4 - 6     | niet geplaatst       | niet geplaatst       | niet geplaatst       | niet geplaatst       | niet geplaatst |

Gemengd
| atleet                            | onderdeel | plaatsingsronde | plaatsingsronde | eerste ronde         | kwartfinale          | halve finale         | finale / BM          | finale / BM    |
| atleet                            | onderdeel | score           | rang            | tegenstander uitslag | tegenstander uitslag | tegenstander uitslag | tegenstander uitslag | rang           |
| --------------------------------- | --------- | --------------- | --------------- | -------------------- | -------------------- | -------------------- | -------------------- | -------------- |
| Mykhailo Usach Veronika Marchenko | team      | 1308            | 21              | niet geplaatst       | niet geplaatst       | niet geplaatst       | niet geplaatst       | niet geplaatst |

### Breakdance
| Atleet            | Nickname | Onderdeel | Kwalificatie | Kwalificatie | Ronde 1                | Kwartfinale            | Halve finale           | Finale / BM            | Finale / BM |
| Atleet            | Nickname | Onderdeel | Punten       | Rang         | Tegenstander Resultaat | Tegenstander Resultaat | Tegenstander Resultaat | Tegenstander Resultaat | Rang        |
| ----------------- | -------- | --------- | ------------ | ------------ | ---------------------- | ---------------------- | ---------------------- | ---------------------- | ----------- |
| Oleg Kuznietsov   | Kuzya    | B-Boys    |              |              |                        |                        |                        |                        |             |
| Kateryna Pavlenko | Kate     | B-Girls   |              |              |                        |                        |                        |                        |             |
| Anna Ponomarenko  | Stefani  | B-Girls   |              |              |                        |                        |                        |                        |             |

### Gewichtheffen
Vrouwen
| atlete         | onderdeel | trekken | trekken | stoten | stoten | totaal | rang |
| atlete         | onderdeel | score   | rang    | score  | rang   | totaal | rang |
| -------------- | --------- | ------- | ------- | ------ | ------ | ------ | ---- |
| Kamila Konotop | -59 kg    |         |         |        |        |        |      |

### Gymnastiek

#### Turnen
Mannen
| atleet           | onderdeel | kwalificatie | kwalificatie | kwalificatie | kwalificatie | kwalificatie | kwalificatie | kwalificatie | kwalificatie | finale  | finale  | finale  | finale  | finale  | finale  | finale  | finale  |
| atleet           | onderdeel | toestel      | toestel      | toestel      | toestel      | toestel      | toestel      | totaal       | positie      | toestel | toestel | toestel | toestel | toestel | toestel | totaal  | positie |
| atleet           | onderdeel | vloer        | voltige      | ringen       | sprong       | brug         | rekstok      | totaal       | positie      | vloer   | voltige | ringen  | sprong  | brug    | rekstok | totaal  | positie |
| ---------------- | --------- | ------------ | ------------ | ------------ | ------------ | ------------ | ------------ | ------------ | ------------ | ------- | ------- | ------- | ------- | ------- | ------- | ------- | ------- |
| Nazar Chepurnyi  | team      | 13.533       | 13.000       | -            | 14.866       | 14.100       | 13.033       | n.v.t.       | n.v.t.       | 13.366  | -       | -       | 14.900  | -       | -       | n.v.t.  | n.v.t.  |
| Illja Kovtoen    | team      | 14.533       | 13.466       | 13.066       | 14.166       | 15.166       | 12.766       | 83.163       | 11 Q         | 14.100  | 14.000  | 13.233  | -       | 15.433  | 14.033  | n.v.t.  | n.v.t.  |
| Igor Radivilov   | team      | -            | -            | 14.166       | 14.900       | -            | -            | n.v.t.       | n.v.t.       | -       | -       | 14.000  | 14.766  | -       | -       | n.v.t.  | n.v.t.  |
| Radomyr Stelmakh | team      | 13.366       | 14.033       | 12.933       | -            | 14.600       | 13.600       | n.v.t.       | n.v.t.       | -       | 14.033  | -       | -       | 14.366  | 13.666  | n.v.t.  | n.v.t.  |
| Oleg Verniaiev   | team      | 13.066       | 15.033       | 13.600       | 14.866       | 15.266       | 12.800       | 84.631       | 7 Q          | 13.766  | 14.833  | 13.666  | 14.800  | 15.000  | 12.800  | n.v.t.  | n.v.t.  |
| Totaal           | team      | 41.432       | 42.532       | 40.832       | 44.632       | 45.032       | 39.433       | 253.893      | 4 Q          | 41.232  | 42.866  | 40.899  | 44.466  | 44.799  | 40.499  | 254.761 | 5       |

Individuele finales
| atleet         | onderdeel | kwalificatie | kwalificatie | kwalificatie | kwalificatie | kwalificatie | kwalificatie | kwalificatie | kwalificatie | finale  | finale  | finale  | finale  | finale  | finale  | finale | finale  |
| atleet         | onderdeel | toestel      | toestel      | toestel      | toestel      | toestel      | toestel      | totaal       | positie      | toestel | toestel | toestel | toestel | toestel | toestel | totaal | positie |
| atleet         | onderdeel | vloer        | voltige      | ringen       | sprong       | brug         | rekstok      | totaal       | positie      | vloer   | voltige | ringen  | sprong  | brug    | rekstok | totaal | positie |
| -------------- | --------- | ------------ | ------------ | ------------ | ------------ | ------------ | ------------ | ------------ | ------------ | ------- | ------- | ------- | ------- | ------- | ------- | ------ | ------- |
| Illja Kovtoen  | meerkamp  | zie team     | zie team     | zie team     | zie team     | zie team     | zie team     | zie team     | zie team     |         |         |         |         |         |         |        |         |
| Oleg Verniaiev | meerkamp  | zie team     | zie team     | zie team     | zie team     | zie team     | zie team     | zie team     | zie team     |         |         |         |         |         |         |        |         |

Vrouwen
| atlete           | onderdeel | kwalificatie | kwalificatie | kwalificatie | kwalificatie | kwalificatie | kwalificatie | finale         | finale         | finale         | finale         | finale         | finale         |
| atlete           | onderdeel | toestel      | toestel      | toestel      | toestel      | totaal       | positie      | toestel        | toestel        | toestel        | toestel        | totaal         | positie        |
| atlete           | onderdeel | sprong       | brug         | balk         | vloer        | totaal       | positie      | sprong         | brug           | balk           | vloer          | totaal         | positie        |
| ---------------- | --------- | ------------ | ------------ | ------------ | ------------ | ------------ | ------------ | -------------- | -------------- | -------------- | -------------- | -------------- | -------------- |
| Anna Lashchevska | meerkamp  | 12.833       | 13.033       | 11.866       | 12.566       | 50.298       | 29           | niet geplaatst | niet geplaatst | niet geplaatst | niet geplaatst | niet geplaatst | niet geplaatst |

#### Ritmisch
| atlete              | onderdeel   | kwalificatie | kwalificatie | kwalificatie | kwalificatie | kwalificatie | kwalificatie | finale | finale | finale  | finale | finale | finale |
| atlete              | onderdeel   | hoepel       | bal          | knotsen      | lint         | totaal       | rang         | hoepel | bal    | knotsen | lint   | totaal | rang   |
| ------------------- | ----------- | ------------ | ------------ | ------------ | ------------ | ------------ | ------------ | ------ | ------ | ------- | ------ | ------ | ------ |
| Taisiia Onofriichuk | individueel |              |              |              |              |              |              |        |        |         |        |        |        |

| atlete                                                                        | onderdeel | kwalificatie | kwalificatie         | kwalificatie | kwalificatie | finale   | finale               | finale | finale |
| atlete                                                                        | onderdeel | 5 linten     | 3 knotsen, 2 hoepels | totaal       | rang         | 5 linten | 3 knotsen, 2 hoepels | totaal | rang   |
| ----------------------------------------------------------------------------- | --------- | ------------ | -------------------- | ------------ | ------------ | -------- | -------------------- | ------ | ------ |
| Diana Baieva Alina Melnyk Mariia Vysochanska Valeriia Peremeta Kira Shyrykina | team      |              |                      |              |              |          |                      |        |        |

### Judo
Mannen
| atleet            | onderdeel | eerste ronde         | tweede ronde             | kwartfinale          | halve finale         | herkansing           | finale / BM          | finale / BM    |
| atleet            | onderdeel | tegenstander uitslag | tegenstander uitslag     | tegenstander uitslag | tegenstander uitslag | tegenstander uitslag | tegenstander uitslag | rang           |
| ----------------- | --------- | -------------------- | ------------------------ | -------------------- | -------------------- | -------------------- | -------------------- | -------------- |
| Dilshot Khalmatov | −60 kg    | Ruziev W 1 - 0       | Smetov V 0 -1            | niet geplaatst       | niet geplaatst       | niet geplaatst       | niet geplaatst       | niet geplaatst |
| Bogdan Iadov      | −66 kg    | Aibek W 11 - 0       | Yondonperenlein V 0 - 10 | niet geplaatst       | niet geplaatst       | niet geplaatst       | niet geplaatst       | niet geplaatst |

Vrouwen
| atleet                | onderdeel | eerste ronde         | tweede ronde         | kwartfinale          | halve finale         | herkansing           | finale / BM          | finale / BM    |
| atleet                | onderdeel | tegenstander uitslag | tegenstander uitslag | tegenstander uitslag | tegenstander uitslag | tegenstander uitslag | tegenstander uitslag | rang           |
| --------------------- | --------- | -------------------- | -------------------- | -------------------- | -------------------- | -------------------- | -------------------- | -------------- |
| Daria Bilodid         | −57 kg    | Tiebwa W 10 - 00     | Funakubo V 0 - 10    | niet geplaatst       | niet geplaatst       | niet geplaatst       | niet geplaatst       | niet geplaatst |
| Yelyzaveta Lytvynenko | −78 kg    | bye                  | Kuka W 01 - 00       | Bellandi V 00 - 10   | niet geplaatst       | Ma Z V 00 - 10       | niet geplaatst       | 7              |
| Khrystyna Homan       | +78 kg    | Kamps V 00 - 10      | niet geplaatst       | niet geplaatst       | niet geplaatst       | niet geplaatst       | niet geplaatst       | niet geplaatst |

### Kanovaren

#### Kayak Cross
| Atleet        | Onderdeel      | Kwalificatie | Kwalificatie | Kwartfinale | Kwartfinale | Halve finale | Halve finale | Finale | Finale |
| Atleet        | Onderdeel      | Tijd         | Rang         | Tijd        | Rang        | Tijd         | Rang         | Tijd   | Rang   |
| ------------- | -------------- | ------------ | ------------ | ----------- | ----------- | ------------ | ------------ | ------ | ------ |
| CViktoriia Us | KX-1 (vrouwen) | 78.18        | 26           |             |             |              |              |        |        |

#### Slalom
Vrouwen
| atleet       | onderdeel  | series | series | series | series | series    | series | halve finale | halve finale | finale         | finale         |
| atleet       | onderdeel  | run 1  | rang   | run 2  | rang   | beste run | rang   | tijd         | rang         | tijd           | rang           |
| ------------ | ---------- | ------ | ------ | ------ | ------ | --------- | ------ | ------------ | ------------ | -------------- | -------------- |
| Viktoriia Us | C-1 slalom | 113.67 | 16     | 106.09 | 6      | 106.9     | 6 Q    | 114.26       | 8 Q          | 117.98         | 11             |
| Viktoriia Us | K-1 slalom | 100.42 | 16     | 98.65  | 16     | 98.65     | 18 Q   | 120.76       | 18           | niet geplaatst | niet geplaatst |

#### Sprint
Mannen
| atleet                                                  | onderdeel  | series | series | kwartfinale | kwartfinale | halve finale | halve finale | finale | finale |
| atleet                                                  | onderdeel  | tijd   | rang   | tijd        | rang        | tijd         | rang         | tijd   | rang   |
| ------------------------------------------------------- | ---------- | ------ | ------ | ----------- | ----------- | ------------ | ------------ | ------ | ------ |
| Pavlo Altukhov                                          | C-1 1000 m |        |        |             |             |              |              |        |        |
| Oleh Kukharyk Ihor Trunov                               | K-2 500 m  |        |        |             |             |              |              |        |        |
| Oleh Kukharyk Dmytro Danylenko Ihor Trunov Ivan Semykin | K-4 500 m  |        |        |             |             |              |              |        |        |

Vrouwen
| atlete                         | onderdeel | series | series | kwartfinale | kwartfinale | halve finale | halve finale | finale | finale |
| atlete                         | onderdeel | tijd   | rang   | tijd        | rang        | tijd         | rang         | tijd   | rang   |
| ------------------------------ | --------- | ------ | ------ | ----------- | ----------- | ------------ | ------------ | ------ | ------ |
| Liudmyla Luzan                 | C-1 200 m |        |        |             |             |              |              |        |        |
| Valeriia Tereta Liudmyla Luzan | C-2 500 m |        |        |             |             |              |              |        |        |
| Mariya Povkh                   | K-1 500 m |        |        |             |             |              |              |        |        |

### Klimsport

#### Boulder & Lead combined
| Atleet          | Onderdeel | Kwalificatie | Kwalificatie | Kwalificatie | Kwalificatie | Kwalificatie | Kwalificatie | Kwalificatie | Finale    | Finale  | Finale | Finale | Finale | Finale | Finale |
| Atleet          | Onderdeel | Boulder      | Boulder      | Lead         | Lead         | Lead         | Totaal       | Rang         | Boulder   | Boulder | Lead   | Lead   | Lead   | Totaal | Rang   |
| Atleet          | Onderdeel | Resultaat    | Rang         | Hold         | Tijd         | Rang         | Totaal       | Rang         | Resultaat | Rang    | Hold   | Tijd   | Rang   | Totaal | Rang   |
| --------------- | --------- | ------------ | ------------ | ------------ | ------------ | ------------ | ------------ | ------------ | --------- | ------- | ------ | ------ | ------ | ------ | ------ |
| Jenya Kazbekova | vrouwen   |              |              |              |              |              |              |              |           |         |        |        |        |        |        |

#### Speed
| Atleet         | Onderdeel | Kwalificatie | Kwalificatie | Ronde 1           | Kwartfinale       | Halve finale      | Finale / BM       | Finale / BM |
| Atleet         | Onderdeel | Tijd         | Rang         | Tegenstander Tijd | Tegenstander Tijd | Tegenstander Tijd | Tegenstander Tijd | Rang        |
| -------------- | --------- | ------------ | ------------ | ----------------- | ----------------- | ----------------- | ----------------- | ----------- |
| Yaroslav Tkach | mannen    |              |              |                   |                   |                   |                   |             |

### Moderne vijfkamp
| atleet             | onderdeel        | schermen (degen) | schermen (degen) | schermen (degen) | schermen (degen) | zwemmen (200 m vrije slag) | zwemmen (200 m vrije slag) | zwemmen (200 m vrije slag) | paardrijden (springen) | paardrijden (springen) | paardrijden (springen) | combinatie: schieten/lopen (10 m luchtpistool)/(3200 m) | combinatie: schieten/lopen (10 m luchtpistool)/(3200 m) | combinatie: schieten/lopen (10 m luchtpistool)/(3200 m) | totaal punten | rang |
| atleet             | onderdeel        | RR               | BR               | rang             | punten           | tijd                       | rang                       | punten                     | strafpunten            | rang                   | punten                 | tijd                                                    | rang                                                    | punten                                                  | totaal punten | rang |
| ------------------ | ---------------- | ---------------- | ---------------- | ---------------- | ---------------- | -------------------------- | -------------------------- | -------------------------- | ---------------------- | ---------------------- | ---------------------- | ------------------------------------------------------- | ------------------------------------------------------- | ------------------------------------------------------- | ------------- | ---- |
| Vladyslav Chekan   | moderne vijfkamp |                  |                  |                  |                  |                            |                            |                            |                        |                        |                        |                                                         |                                                         |                                                         |               |      |
| Oleksandr Tovkai   | moderne vijfkamp |                  |                  |                  |                  |                            |                            |                            |                        |                        |                        |                                                         |                                                         |                                                         |               |      |
| Valeriya Permykina | vrouwen          |                  |                  |                  |                  |                            |                            |                            |                        |                        |                        |                                                         |                                                         |                                                         |               |      |

### Roeien
Mannen
| atleet                        | onderdeel         | series  | series | herkansingen | herkansingen | kwartfinale | kwartfinale | halve finale | halve finale | finale  | finale |
| atleet                        | onderdeel         | tijd    | rang   | tijd         | rang         | tijd        | rang        | tijd         | rang         | tijd    | rang   |
| ----------------------------- | ----------------- | ------- | ------ | ------------ | ------------ | ----------- | ----------- | ------------ | ------------ | ------- | ------ |
| Stanislav Kovalov Ihor Khmara | lichte dubbeltwee | 7:00.13 | 4 H    | 6:46.05      | 2 HA/B       | n.v.t.      | n.v.t.      | 6:37.35      | 5 FB         | 6:26.32 | 11     |

Vrouwen
| atleet                                                                         | onderdeel  | series  | series | herkansingen | herkansingen | kwartfinale | kwartfinale | halve finale | halve finale | finale  | finale |
| atleet                                                                         | onderdeel  | tijd    | rang   | tijd         | rang         | tijd        | rang        | tijd         | rang         | tijd    | rang   |
| ------------------------------------------------------------------------------ | ---------- | ------- | ------ | ------------ | ------------ | ----------- | ----------- | ------------ | ------------ | ------- | ------ |
| Daryna Verkhohliad Yevheniya Dovhodko Anastasiya Kozhenkova Kateryna Dudchenko | dubbelvier | 6:20.09 | 2 FA   | bye          | bye          | n.v.t.      | n.v.t.      | n.v.t.       | n.v.t.       | 6:23.05 | 5      |

Reserve: Nataliya Dovhodko
Legenda: FA=finale A (medailles); FB=finale B (geen medailles); FC=finale C (geen medailles); FD=finale D (geen medailles); FE=finale E (geen medailles); FF=finale F (geen medailles); HA/B=halve finale A/B; HC/D=halve finale C/D; HE/F=halve finale E/F; KF=kwartfinale; H=herkansing

### Schermen
Vrouwen
In juli 2023 weigerde Olga Charlan tijdens een wedstrijd de hand van haar Russische tegenstandster te schudden. Hierdoor werd ze gediskwalificeerd op de wereldkampioenschappen schermen. Thomas Bach bood de volgende dag zijn empathie aan en verzekerde Charlan van een wildcard voor de Spelen.
Vrouwen
| atleet                                                           | onderdeel  | eerste ronde         | tweede ronde         | derde ronde          | kwartfinale          | halve finale                            | finale / BM                                | finale / BM    |
| atleet                                                           | onderdeel  | tegenstander uitslag | tegenstander uitslag | tegenstander uitslag | tegenstander uitslag | tegenstander uitslag                    | tegenstander uitslag                       | rang           |
| ---------------------------------------------------------------- | ---------- | -------------------- | -------------------- | -------------------- | -------------------- | --------------------------------------- | ------------------------------------------ | -------------- |
| Dzhoan Feybi Bezhura                                             | degen      | bye                  | Mallo V 13 - 14      | niet geplaatst       | niet geplaatst       | niet geplaatst                          | niet geplaatst                             | niet geplaatst |
| Olena Kryvytska                                                  | degen      | bye                  | Ndolo W 13 - 12      | Xiao W 15 - 14       | Kong V 7 - 15        | niet geplaatst                          | niet geplaatst                             | niet geplaatst |
| Vlada Kharkova                                                   | degen      | bye                  | Vincenti W 15 - 6    | Yoshimura W 15 - 10  | Mallo V 10 - 15      | niet geplaatst                          | niet geplaatst                             | niet geplaatst |
| Dzhoan Feybi Bezhura Olena Kryvytska Vlada Kharkova              | degen team | n.v.t.               | n.v.t.               | n.v.t.               | China V 41 - 45      | Klassificatiewedstrijd Egypte W 45 - 31 | Wedstrijd om plaats 5 Zuid-Korea V 38 - 45 | 6              |
| Olga Charlan                                                     | sabel      | bye                  | Fukushima W 15 - 9   | Bashta W 15 - 6      | Márton W 15 - 7      | Balzer V 12 - 15                        | Choi S-b W 15 - 14                         | 3 [ 3 ]        |
| Alina Komasjtsjoek                                               | sabel      | bye                  | Jeon H-y V 12 - 15   | niet geplaatst       | niet geplaatst       | niet geplaatst                          | niet geplaatst                             | niet geplaatst |
| Olena Kravatska                                                  | sabel      | Boudiaf W 15 - 8     | Emura V 14 - 15      | niet geplaatst       | niet geplaatst       | niet geplaatst                          | niet geplaatst                             | niet geplaatst |
| Olga Charlan Alina Komasjtsjoek Olena Kravatska Joelia Bakastova | sabel team | n.v.t.               | n.v.t.               | n.v.t.               | Italië               |                                         |                                            |                |

Reserve
- Degen:Darya Varfolomeyeva
- Sabel:

### Schietsport
Mannen
| atleet            | onderdeel               | kwalificaties | kwalificaties | finale         | finale         |
| atleet            | onderdeel               | punten        | rang          | punten         | rang           |
| ----------------- | ----------------------- | ------------- | ------------- | -------------- | -------------- |
| Serhi Koelisj     | 10 m luchtgeweer        | 627.4         | 27            | niet geplaatst | niet geplaatst |
| Serhi Koelisj     | 50 m geweer 3 houdingen | 592-39x       | 3             | 461.3          | Zilver         |
| Pavlo Korostylov  | 10 m luchtpistool       | 576-20x       | 12            | niet geplaatst | niet geplaatst |
| Pavlo Korostylov  | 25 m snelvuurpistool    |               |               |                |                |
| Viktor Bankin     | 10 m luchtpistool       | 576-20x       | 11            | niet geplaatst | niet geplaatst |
| Maksym Horodynets | 25 m snelvuurpistool    |               |               |                |                |

Vrouwen
| atlete           | onderdeel         | kwalificaties | kwalificaties | finale         | finale         |
| atlete           | onderdeel         | punten        | rang          | punten         | rang           |
| ---------------- | ----------------- | ------------- | ------------- | -------------- | -------------- |
| Olena Kostevych  | 10 m luchtpistool | 572-19x       | 19            | niet geplaatst | niet geplaatst |
| Olena Kostevych  | 25 m pistool      | 576-19x       | 25            | niet geplaatst | niet geplaatst |
| Iryna Malovichko | skeet             |               |               |                |                |

Gemengd
| atleten                       | onderdeel              | kwalificaties | kwalificaties | finale         | finale         |
| atleten                       | onderdeel              | punten        | rang          | punten         | rang           |
| ----------------------------- | ---------------------- | ------------- | ------------- | -------------- | -------------- |
| Viktor Bankin Olena Kostevych | 10 m luchtpistool team | 572-19x       | 13            | niet geplaatst | niet geplaatst |

### Schoonspringen
Mannen
| atleet                        | onderdeel               | series | series | halve finale | halve finale | finale | finale |
| atleet                        | onderdeel               | punten | rang   | punten       | rang         | punten | rang   |
| ----------------------------- | ----------------------- | ------ | ------ | ------------ | ------------ | ------ | ------ |
| Oleh Kolodiy Danylo Konovalov | 3 meter plank synchroon | n.v.t. | n.v.t. | n.v.t.       | n.v.t.       | 348.27 | 7      |
| Oleksii Sereda                | 10 m toren              |        |        |              |              |        |        |
| Kirill Boliukh Oleksii Sereda | 10 m toren synchroon    | bye    | bye    | bye          | bye          | 412.65 | 5      |

Vrouwen
| atlete                         | onderdeel            | series | series | halve finale | halve finale | finale | finale |
| atlete                         | onderdeel            | punten | rang   | punten       | rang         | punten | rang   |
| ------------------------------ | -------------------- | ------ | ------ | ------------ | ------------ | ------ | ------ |
| Viktoriya Kesar                | 3 m plank            |        |        |              |              |        |        |
| Anna Pysmenska Viktoriya Kesar | 3 m plank synchroon  | n.v.t. | n.v.t. | n.v.t.       | n.v.t.       | 251.37 | 7      |
| Sofiia Lyskun                  | 10 m toren           |        |        |              |              |        |        |
| Sofiia Lyskun Kseniia Bailo    | 10 m toren synchroon | n.v.t. | n.v.t. | n.v.t.       | n.v.t.       | 285.00 | 7      |

### Synchroonzwemmen
| atleten                                 | onderdeel | technische routine | technische routine | vrije routine (voorronde) | vrije routine (voorronde) | vrije routine (voorronde) | vrije routine (finale) | vrije routine (finale)    | vrije routine (finale) |
| atleten                                 | onderdeel | punten             | rang               | punten                    | totaal (technisch + vrij) | rang                      | punten                 | totaal (technisch + vrij) | rang                   |
| --------------------------------------- | --------- | ------------------ | ------------------ | ------------------------- | ------------------------- | ------------------------- | ---------------------- | ------------------------- | ---------------------- |
| Maryna Aleksiyiva Vladyslava Aleksiyiva | duet      |                    |                    |                           |                           |                           |                        |                           |                        |

### Tafeltennis
Mannen
| atleet              | onderdeel | voorronde            | eerste ronde         | tweede ronde         | derde ronde          | kwartfinale          | halve finale         | finale / BM          | finale / BM    |
| atleet              | onderdeel | tegenstander uitslag | tegenstander uitslag | tegenstander uitslag | tegenstander uitslag | tegenstander uitslag | tegenstander uitslag | tegenstander uitslag | rang           |
| ------------------- | --------- | -------------------- | -------------------- | -------------------- | -------------------- | -------------------- | -------------------- | -------------------- | -------------- |
| Jaroslav Zjmoedenko | enkelspel | bye                  | Fan Z V 0 - 4        | niet geplaatst       | niet geplaatst       | niet geplaatst       | niet geplaatst       | niet geplaatst       | niet geplaatst |

Vrouwen
| atleet             | onderdeel | voorronde            | eerste ronde         | tweede ronde         | derde ronde          | kwartfinale          | halve finale         | finale / BM          | finale / BM    |
| atleet             | onderdeel | tegenstander uitslag | tegenstander uitslag | tegenstander uitslag | tegenstander uitslag | tegenstander uitslag | tegenstander uitslag | tegenstander uitslag | rang           |
| ------------------ | --------- | -------------------- | -------------------- | -------------------- | -------------------- | -------------------- | -------------------- | -------------------- | -------------- |
| Solomia Bratejko   | enkelspel | bye                  | Paranang W 4 - 3     | Szőcs V 1 - 4        | niet geplaatst       | niet geplaatst       | niet geplaatst       | niet geplaatst       | niet geplaatst |
| Margaryta Pesotska | enkelspel | bye                  | Samara V 3 - 4       | niet geplaatst       | niet geplaatst       | niet geplaatst       | niet geplaatst       | niet geplaatst       | niet geplaatst |

### Tennis
Vrouwen
| atleet                            | onderdeel  | eerste ronde            | tweede ronde                | derde ronde                           | kwartfinale                                | halve finale         | finale / BM          | finale / BM    |
| atleet                            | onderdeel  | tegenstander uitslag    | tegenstander uitslag        | tegenstander uitslag                  | tegenstander uitslag                       | tegenstander uitslag | tegenstander uitslag | rang           |
| --------------------------------- | ---------- | ----------------------- | --------------------------- | ------------------------------------- | ------------------------------------------ | -------------------- | -------------------- | -------------- |
| Marta Kostyuk                     | enkelspel  | Sun W 6-4, 6-3          | Burel W 7-6[7-3], 6-2       | Sakkari W 4-6, 7-6[7-5], 6-4          | Vekić V 4-6, 6-2, 6-7[8-10]                | niet geplaatst       | niet geplaatst       | niet geplaatst |
| Elina Svitolina                   | enkelspel  | Uchijma W 6-2, 6-1      | Peluga W 4-6, 6-1, 6-3      | Krejčíková V 6-7[5-7], 6-4, 4-6       | niet geplaatst                             | niet geplaatst       | niet geplaatst       | niet geplaatst |
| Dayana Yastremska                 | enkelspel  | Pigossi W 3-6, 7-5, 6-0 | Osario V 6-7[4-7], 4-6      | niet geplaatst                        | niet geplaatst                             | niet geplaatst       | niet geplaatst       | niet geplaatst |
| Marta Kostyuk Dayana Yastremska   | dubbelspel | n.v.t.                  | Linette W 6-4, 6-1          | Hsieh S-w V WO                        | niet geplaatst                             | niet geplaatst       | niet geplaatst       | niet geplaatst |
| Lyudmyla Kichenok Nadiia Kichenok | dubbelspel | n.v.t.                  | Wang X - Zheng S W 6-1, 6-4 | Collins - Krawczyk W 3-6, 6-4, [10-7] | Bucșa - Sorribes Tormo V 3-6, 6-2, [10-12] | niet geplaatst       | niet geplaatst       | niet geplaatst |

### Voetbal

#### Mannen
| Atleten | Discipline | Resultaat | Prestatie |
| --- | ---------- | --------- | --------- |
| Arseniy Batahov Maksym Braharu Oleh Fedor Kiril Fesyun Maksym Khlan Ihor Krasnopir Illya Krupskyi Dmytro Kryskiv Oleksandr Martynyuk Mykola Mykhaylenko Oleh Ocheretko Valentyn Rubchynskyi Volodymyr Salyuk Danylo Sikan Oleksiy Sych Maksym Talovyerov Vladyslav Veleten Heorhiy Yermakov | mannen     |           | zie onder |

| Groep B |            |             |             |             |             |            |            |            |        |
| #       | Land       | Wedstrijden | Wedstrijden | Wedstrijden | Wedstrijden | Doelpunten | Doelpunten | Doelpunten | Punten |
| #       | Land       | G           | W           | G           | V           | V          | T          | Saldo      | Punten |
| 1       | Marokko    | 3           | 2           | 0           | 1           | 6          | 3          | +3         | 6      |
| 2       | Argentinië | 3           | 2           | 0           | 1           | 6          | 3          | +3         | 6      |
| 3       | Oekraïne   | 3           | 1           | 0           | 2           | 3          | 5          | -2         | 3      |
| 4       | Irak       | 3           | 1           | 0           | 2           | 3          | 7          | -4         | 3      |

| groepsfase   |                |                |                |                |                |                |                |
| 24 juli 2024 | 19:00          | Irak           | 2 - 1          | Oekraïne       |                |                |                |
| 27 juli 2024 | 17:00          | Oekraïne       | 2 - 1          | Marokko        |                |                |                |
| 30 juli 2024 | 17:00          | Oekraïne       | 0 - 2          | Argentinië     |                |                |                |
|              |                |                |                |                |                |                |                |
| kwartfinale  | niet geplaatst | niet geplaatst | niet geplaatst | niet geplaatst | niet geplaatst | niet geplaatst | niet geplaatst |
|              |                |                |                |                |                |                |                |
| halve finale | niet geplaatst | niet geplaatst | niet geplaatst | niet geplaatst | niet geplaatst | niet geplaatst | niet geplaatst |
|              |                |                |                |                |                |                |                |
| finale       | niet geplaatst | niet geplaatst | niet geplaatst | niet geplaatst | niet geplaatst | niet geplaatst | niet geplaatst |

### Wielersport

#### Mountainbiken
| atleet           | onderdeel               | tijd  | rang |
| ---------------- | ----------------------- | ----- | ---- |
| Oleksandr Hudyma | cross-country (mannen)  | -1LAP | 32   |
| Yana Belomoyna   | cross-country (vrouwen) | -1LAP | 26   |

#### Wegwielrennen
Mannen
| atleet          | onderdeel    | tijd | rang |
| --------------- | ------------ | ---- | ---- |
| Anatoliy Budyak | wegwedstrijd |      |      |

Vrouwen
| atleet             | onderdeel    | tijd     | rang |
| ------------------ | ------------ | -------- | ---- |
| Joelija Birjoekova | wegwedstrijd |          | 67   |
| Joelija Birjoekova | tijdrit      | 44:43.73 | 27   |

### Worstelen

#### Grieks-Romeinse stijl
Mannen
| atleet         | onderdeel | eerste ronde         | kwartfinale          | halve finale         | herkansing           | finale / BM          | finale / BM |
| atleet         | onderdeel | tegenstander uitslag | tegenstander uitslag | tegenstander uitslag | tegenstander uitslag | tegenstander uitslag | rang        |
| -------------- | --------- | -------------------- | -------------------- | -------------------- | -------------------- | -------------------- | ----------- |
| Parviz Nasibov | −67 kg    |                      |                      |                      |                      |                      |             |
| Zjan Belenjoek | −87 kg    |                      |                      |                      |                      |                      |             |

#### Vrije stijl
Mannen
| atleet                   | onderdeel | eerste ronde         | kwartfinale          | halve finale         | herkansing           | finale / BM          | finale / BM |
| atleet                   | onderdeel | tegenstander uitslag | tegenstander uitslag | tegenstander uitslag | tegenstander uitslag | tegenstander uitslag | rang        |
| ------------------------ | --------- | -------------------- | -------------------- | -------------------- | -------------------- | -------------------- | ----------- |
| Vasyl Mykhailov          | −86 kg    |                      |                      |                      |                      |                      |             |
| Murazi Mchedlidze        | −97 kg    |                      |                      |                      |                      |                      |             |
| Oleksandr Khotsianivskyi | +125 kg   |                      |                      |                      |                      |                      |             |

Vrouwen
| atlete           | onderdeel | eerste ronde         | kwartfinale          | halve finale         | herkansing           | finale / BM          | finale / BM |
| atlete           | onderdeel | tegenstander uitslag | tegenstander uitslag | tegenstander uitslag | tegenstander uitslag | tegenstander uitslag | rang        |
| ---------------- | --------- | -------------------- | -------------------- | -------------------- | -------------------- | -------------------- | ----------- |
| Oksana Livach    | −50 kg    |                      |                      |                      |                      |                      |             |
| Alina Hrushyna   | −57 kg    |                      |                      |                      |                      |                      |             |
| Iryna Koljadenko | −62 kg    |                      |                      |                      |                      |                      |             |
| Tetiana Rizhko   | −68 kg    |                      |                      |                      |                      |                      |             |

### Zwemmen
Mannen
| Atleet               | Onderdeel         | Series  | Series | Halve finale   | Halve finale   | Finale         | Finale         |
| Atleet               | Onderdeel         | Tijd    | Rang   | Tijd           | Rang           | Tijd           | Rang           |
| -------------------- | ----------------- | ------- | ------ | -------------- | -------------- | -------------- | -------------- |
| Vladyslav Boechov    | 50 m vrije slag   | 21,89   | 11 Q   | 21,76          | 11             | Niet geplaatst | Niet geplaatst |
| Mykhailo Romanchuk   | 800 m vrije slag  | 7.49,75 | 17     | n.v.t.         | n.v.t.         | Niet geplaatst | Niet geplaatst |
| Mykhailo Romanchuk   | 1500 m vrije slag | DNS     | DNS    | n.v.t.         | n.v.t.         | Niet geplaatst | Niet geplaatst |
| Oleksandr Zheltyakov | 100 m rugslag     | 54,32   | 24     | Niet geplaatst | Niet geplaatst | Niet geplaatst | Niet geplaatst |
| Oleksandr Zheltyakov | 200 m rugslag     | 1.58,41 | 20     | Niet geplaatst | Niet geplaatst | Niet geplaatst | Niet geplaatst |
| Denys Kesil          | 200 m vlinderslag | 1:57.72 | 24     | niet geplaatst | niet geplaatst | niet geplaatst | niet geplaatst |

Vrouwen
| atleet              | onderdeel     | series  | series | halve finale   | halve finale   | finale         | finale         |
| atleet              | onderdeel     | tijd    | rang   | tijd           | rang           | tijd           | rang           |
| ------------------- | ------------- | ------- | ------ | -------------- | -------------- | -------------- | -------------- |
| Nika Sharafutdinova | 100 m rugslag | 1:01.47 | 22     | niet geplaatst | niet geplaatst | niet geplaatst | niet geplaatst |